# Józef Piotrowski (powstaniec styczniowy)

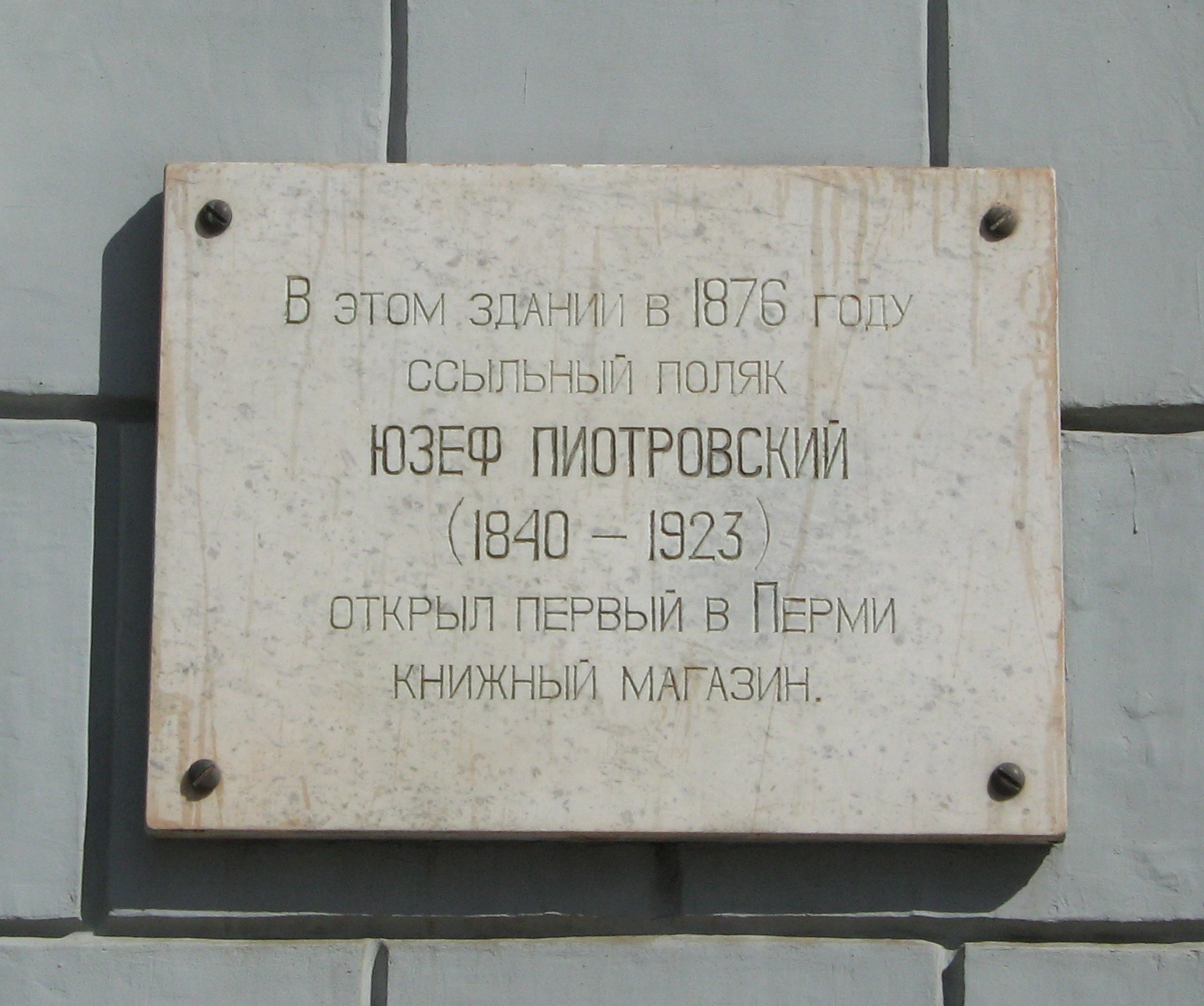
Tablica pamiątkowa na kamienicy, gdzie mieściła się od 1876 księgarnia Józefa Piotrowskiego

Józef Piotrowski (ur. 1840, zm. 1923 w Permie) – powstaniec styczniowy, księgarz.

## Życiorys
Walczył w powstaniu styczniowym, po aresztowaniu został skazany na zesłanie na Syberię, a następnie do Permu. Poślubił tam Rosjankę Olgę Płatonowną i na jej nazwisko otworzył pod koniec 1863 pierwszą w Permie księgarnię. Znajdowała się ona w kamienicy u zbiegu ulic Pokrowskiej i Sibirskiej, szybko zdobyła popularność i wspierała rozwój edukacji w mieście. Księgarnia pełniła również funkcję punktu dystrybucji nielegalnej literatury, której oficjalny obieg był zakazany. Wiele z tych publikacji posiadało antycarska, rewolucyjną treść i wpływało na postawę młodzieży. Liczne dokumenty i publikacje rodzina Piotrowskich przekazała do muzeum miejskiego w Permie. 
Zmarł w 1923 i został pochowany na Cmentarzu Jegoszyńskim.